# Meschetští Turci
Meschetští Turci či  Achalciche – Ahıska Turci (turecky Ahıska Türkleri, ázerbájdžánsky Mesxeti türkləri, Axısqa türkləri, gruzínsky თურქი მესხები  t'urk'i meskhebi) jsou etničtí Turci, původně obývající historickou zemi Meschetii v kraji Samcche-Džavachetie v jižní Gruzii podél hranice s Tureckem. Mateřské nářečí Meschetských Turků se nachází na pomezí tureckého a ázerbájdžánského jazyka. Stejně jako turečtina patří do skupiny západoturkických jazyků a podskupiny západních oghuzských jazyků. Většina jich vyznává sunnitský islám, ale jsou mezi nimi i ší'ité.

## Dějiny

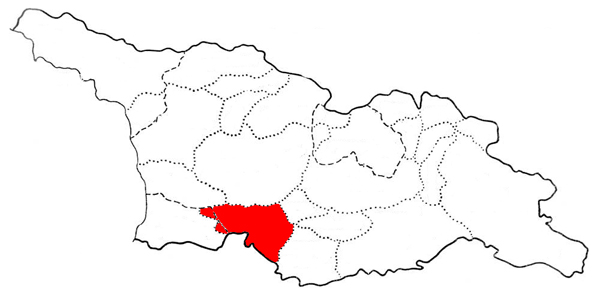
Historická oblast Meschetie v Gruzii

Ačkoli se turecké kmeny usadily v meschetské oblasti již v jedenáctém a dvanáctém století, turecká přítomnost v Meschetii začala osmanským výbojem roku 1578. V důsledku nucených deportací během druhé světové války (září–listopad 1944) žije nejvíce Meschetských Turků v Kazachstánu a v sousedním Ázerbájdžánu. Ostatní jsou rozptýleni ve všech republikách bývalého SSSR, v Turecku a USA. Podle sčítání lidu z roku 1989 bylo v SSSR 207 500 Meschetských Turků, ale skutečný počet se odhaduje přibližně na 400 000.
Podle obecně přijímané teorie bylo důvodem deportací to, že Stalin chtěl „vyčistit“ turecko-sovětskou hranici od „sovětských Turků,“ kteří byli v jeho očích nespolehliví. Podobně jako Krymské Tatary a Čečence je obviňoval z kolaborace s Němci.

## Jazyk
Jejich jazyk někteří lingvisté považují za dialekt turečtiny, který pochází z oblasti Karsu, Ardahanu a Artvinu, jiní za východoanatolskou turečtinu. Obsahuje množství cizích slovních výpůjček, které převzali z jazyků, se kterými byli v kontaktu během ruské a sovětské nadvlády (včetně ázerbájdžánštiny, gruzínštiny, kazaštiny, kyrgyzštiny, ruštiny a uzbečtiny).